# Vivo amo esco
Vivo amo esco è un EP della cantante italiana Syria, pubblicato nel 2009 sotto lo pseudonimo di Airys e prodotto in collaborazione con gli Hot Gossip.
Comprende i singoli Esco, Vedo in te e Io ho te, quest'ultima cover dell'omonimo brano di Donatella Rettore del 1983, in duetto con i Club Dogo.

## Tracklist
1. Vedo In Te
2. Tutto Quello Che Hai
3. Paure
4. Ogni Volta Che Penso A Noi
5. Esco
6. Io Ho Te